# Arkadak
Arkadak (del ruso: Аркадак) es una ciudad del óblast de Sarátov, en Rusia, centro administrativo del raión homónimo. Está situada a orillas del río Bolshói Arkadak, cerca de su confluencia con el Jopior, a 248 km al oeste de Sarátov. Contaba con 13 415 habitantes en 2009.

## Historia
Arkadak se fundó como un pueblo en 1721. En 1939 accedió al estatus de asentamiento de tipo urbano y en 1963 al de ciudad.

## Demografía
| 1959   | 1970   | 1979   | 1989   | 1998   | 2002   | 2009   |
| ------ | ------ | ------ | ------ | ------ | ------ | ------ |
| 14 800 | 14 700 | 14 100 | 14 244 | 14 800 | 14 438 | 13 415 |

## Cultura y lugares de interés

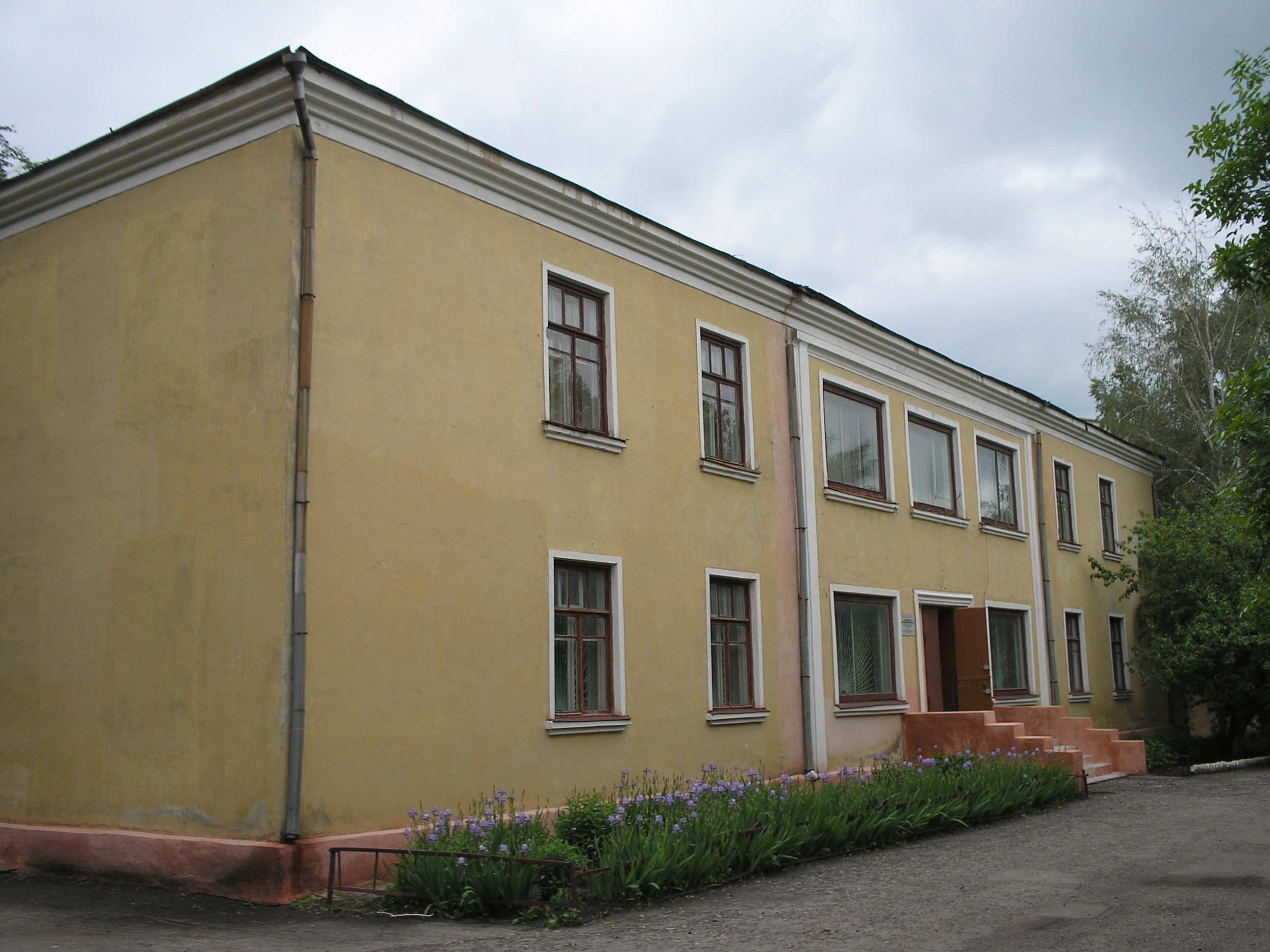
Museo de Arkadak

Los lugares de interés de la localidad son el museo de artes y tradiciones locales, de 1968, y la iglesia Sviato-Voznesenskaya, de 1822. La ciudad está constituida principalmente de casas de madera.

## Economía
Arkadak es centro de un área agrícola. En la ciudad se encuentran varias empresas dedicadas al sector de la industria alimentaria que fueron fundadas en parte en el siglo XIX, como la destilería Arkadakski, o el molino de aceite de 1913.